# Everaldo Silva do Nascimento
Everaldo Silva do Nascimento (Olinda, 28 maggio 1994) è un calciatore brasiliano, centrocampista del Coritiba.

## Caratteristiche tecniche
È un centrocampista offensivo.

## Carriera
Ha esordito in Série A il 22 luglio 2018 con la maglia del Fluminense in occasione del match vinto 2-1 contro lo Sport Recife.